# Zamandosi Cele
Zamandosi Cele (26 de diciembre de 1990) es una futbolista profesional sudafricana que actúa como defensora.
Juega para el Durban Ladies.

## Carrera
Cele formó parte del elenco de la Selección Sudafricana de Fútbol Femenino, en las Olimpíadas de 2012.